# Katiuscia Canoro
Katiuscia Caroline Canoro (Curitiba, 4 de dezembro de 1978) é uma atriz e humorista brasileira. Ficou conhecida por interpretar Lady Kate no humorístico Zorra Total. Ela é ganhadora de vários prêmios, incluindo um Prêmio Extra e dois Melhores do Ano, além de ter recebido indicações para quatro Prêmios Qualidade Brasil e um Troféu Imprensa. Ela também dublou a personagem Tristeza na franquia Divertidamente no primeiro e segundo filmes.

## Biografia e carreira
De origem italiana, é filha do ex-apresentador de um programa de talentos musicais Raffaele Nunzio Canoro, Katiuscia nasceu e foi criada em Curitiba. 
Começou a carreira no teatro em 1992, fazendo peças no colégio e movimentos culturais em espaços públicos. Entre as peças que encenou no teatro estão Mulheres de Chico, Pânico no Mercado (maior bilheteria do festival de teatro de Curitiba, na mostra Fringe), Contadores de História (indicação de Melhor Atriz ao Troféu Gralha Azul de Curitiba), Medea (material com direção da diretora uruguaia Mariana Percovich), Memória, no teatro Guaira e Macbeth, ambos do diretor premiado Moacir Chaves, e PoutpouRir, com direção de Leandro Goulart e Afra Gomes. Participou ainda do musical Gatos Musical Rock, Nós Amamos Humor, com direção de Fafy Siqueira. Também estrelou diversas campanhas publicitárias. Além da personagem Lady Kate, do programa Zorra Total no qual atuou de 2008 até 2015, a atriz criou vários personagens a partir da observação do cotidiano. Em 2012, Katiuscia entra para o elenco fixo do seriado A Grande Família como a divertida Kelly, dona de uma grife na qual Nenê passa a trabalhar. Nos cinemas, participa da comédia E Aí... Comeu?.

## Vida Pessoal
Divorciada desde 2017, tem um filho chamado Pepe Canoro Nekic, nascido em 2012.

## Filmografia

### Televisão
| Ano           | Título                     | Papel                                           | Nota                                   |
| ------------- | -------------------------- | ----------------------------------------------- | -------------------------------------- |
| 2008–15       | Zorra Total                | Lady Kate / Kate Lúcia / Umbelinda / Beiradinha |                                        |
| 2009          | Dança dos Famosos          | Participante (6º Lugar)                         |                                        |
| 2010          | Papai Noel Existe          | Suellen                                         | Especial de fim de ano                 |
| 2012          | A Grande Família           | Kelly Aparecida Pereira                         |                                        |
| 2014          | Didi e o Segredo dos Anjos | Dolores                                         | Especial de fim de ano                 |
| 2016          | Tudo Tudo                  | Vários personagens                              | Também criadora, autora e produtora    |
| 2017          | A Praça é Nossa            | Rosauro                                         | Episódio: "30 anos de A Praça é Nossa" |
| 2017–2020     | A Vila                     | Violeta                                         |                                        |
| 2018          | Além da Ilha               | Guta                                            |                                        |
| 2021          | 5x Comédia                 | Esther Diaz                                     | Episódio: "Hipocondríaco"              |
| 2022-presente | Vai Que Cola               | Sheika Nadja                                    | [ 8 ]                                  |
| 2022-presente | Vai Que Cola               | Sidlayne Boaidera                               | [ 8 ]                                  |
| 2024          | Tô Nessa!                  | Michele Falls                                   | Episódio: "20 de outubro"              |

### Cinema
| Ano  | Título                           | Papel              | Nota           |
| ---- | -------------------------------- | ------------------ | -------------- |
| 2004 | Vovó Vai Ao Supermercado         |                    | Curta-metragem |
| 2005 | Sem Ana                          | Fotógrafa          | Curta-metragem |
| 2005 | A Guisa de Orquídeas             |                    | Curta-metragem |
| 2005 | Do Papel Pra Tela                |                    | Curta-metragem |
| 2012 | E Aí... Comeu?                   | Aninha Tarja Preta |                |
| 2015 | Divertida Mente                  | Tristeza           | Dublagem       |
| 2015 | A Esperança é a Última que Morre | Vanessa            |                |
| 2016 | Tô Ryca                          | Luane              |                |
| 2018 | Sai de Baixo - O Filme           | Sunday             |                |
| 2020 | Modo Avião                       | Carola             |                |
| 2022 | Tô Ryca 2                        | Luane              |                |
| 2022 | Vai Dar Nada                     | Suzi Paiva         |                |
| 2024 | Vidente por Acidente             | Coach Sarah        | [ 10 ]         |
| 2024 | Divertida Mente 2                | Tristeza           | Dublagem       |
| 2024 | O Clube das Mulheres de Negócios | Zarife             | [ 11 ]         |

## Teatro
| Ano  | Título                                       |
| ---- | -------------------------------------------- |
| 1992 | Marie                                        |
| 1992 | Amor de Ciclovia                             |
| 1993 | O Poder da Amizade                           |
| 1994 | Os Ovos De Páscoa Sumiram                    |
| 1995 | A Bruxinha Que Era Boa                       |
| 1995 | Festa do Uirapuru                            |
| 1996 | A Floresta Sumiu                             |
| 1998 | Anjos e Pecados                              |
| 1999 | O Auto Da Compadecida                        |
| 2004 | Estrada do Pecado                            |
| 2004 | Medea Material                               |
| 2005 | Gatos Musical Rock                           |
| 2005 | Mulheres de Chico                            |
| 2005 | Pânico No Mercado                            |
| 2005 | Contadores de Histórias                      |
| 2006 | O Pentáculo                                  |
| 2006 | Cintaliga                                    |
| 2006 | Humor Com Sabor Picante                      |
| 2006 | Memória                                      |
| 2006 | Risorama                                     |
| 2007 | De Graça, Mas Tem que Pagar                  |
| 2007 | Macbeth                                      |
| 2008 | PoutPouRir                                   |
| 2008 | Nós Amamos Humor                             |
| 2010 | Tô Pagaaano!                                 |
| 2011 | Labirinto                                    |
| 2014 | Pegaram Meu Croqui - Uma Comédia de Carnaval |
| 2019 | 5X Comédia                                   |

## Prêmios e indicações
| Ano  | Associações                         | Categoria                                         | Nomeações                        | Resultado | Ref.                |
| ---- | ----------------------------------- | ------------------------------------------------- | -------------------------------- | --------- | ------------------- |
| 2006 | Troféu Gralha Azul                  | Melhor Atriz                                      | Contadores de Histórias          | Indicada  | [ 12 ]              |
| 2008 | Prêmio Extra de Televisão           | Melhor Atriz Revelação                            | Zorra Total                      | Venceu    | [ 13 ]              |
| 2008 | Prêmio Qualidade Brasil             | Melhor Atriz de Humor                             | Zorra Total                      | Indicada  | [ 14 ]              |
| 2008 | Melhores do Ano                     | Melhor Comediante                                 | Zorra Total                      | Venceu    | [ 15 ]              |
| 2009 | Melhores do Ano                     | Melhor Comediante                                 | Zorra Total                      | Venceu    | [ 15 ]              |
| 2009 | Troféu Imprensa                     | Revelação do Ano                                  | Zorra Total                      | Indicada  | [carece de fontes?] |
| 2009 | Prêmio Qualidade Brasil             | Melhor Atriz de Humor                             | Zorra Total                      | Indicada  |                     |
| 2009 | Prêmio Contigo! de TV               | Melhor Atriz Cômica                               | Zorra Total                      | Venceu    | [ 16 ]              |
| 2010 | Melhores do Ano                     | Melhor Comediante                                 | Zorra Total                      | Indicada  |                     |
| 2010 | Prêmio Qualidade Brasil             | Melhor Atriz de Humor                             | Zorra Total                      | Indicada  | [ 17 ]              |
| 2011 | Prêmio Qualidade Brasil             | Melhor Atriz de Humor                             | Zorra Total                      | Indicada  | [ 18 ]              |
| 2012 | Prêmio Quem de Cinema               | Melhor Atriz de Cinema                            | E Aí... Comeu?                   | Indicada  | [ 19 ]              |
| 2024 | Festival de Cinema de Gramado       | Melhor Elenco Principal (prêmio especial do júri) | O Clube das Mulheres de Negócios | Venceu    |                     |
| 2024 | Los Angeles Brazilian Film Festival | Melhor Atriz                                      | O Clube das Mulheres de Negócios | Indicada  |                     |